# Ashlee Simpson
Ashlee Nicole Ross, nacida Simpson (Waco, Texas, 3 de octubre de 1984) es una cantante, actriz y diseñadora de moda estadounidense.
En 2003, firmó contrato discográfico con Geffen Records, al año siguiente lanzó su álbum debut Autobiography el cual recibió triple certificación de platino por RIAA, mientras sencillos como "Pieces of Me" y "La la" se convirtieron en éxitos. Su segundo álbum de estudio I Am Me apareció en el otoño de 2005, a pesar de no haber llegado al mismo nivel de su primer álbum, logró ser certificado platino, de este álbum se desprendieron los sencillos, "Boyfriend" y "L.O.V.E." canciones las cuales obtuvieron excelente recibimiento en la industria musical. Simpson no volvió a la música hasta 2008, con el lanzamiento de Bittersweet World su tercer álbum de estudio, el cual estaba dirigido a un público más adulto. De acuerdo a Billboard, Simpson fue calificada en la posición No.145 en la lista de Billboard 200 artistas, lista que únicamente se basa en las ventas de álbumes. Simpson tiene un total de ventas de discos en Australia de más 300.000 copias.
Para agosto de 2014, Simpson había vendido más de 5.1 millones (álbumes, sencillos y ringtones) en Estados Unidos y más 10 millones en todo el mundo.
Además de su carrera musical, Simpson también ha incursionado en el mundo de la actuación y reality show. Su reality, The Ashlee Simpson Show fue un éxito rotundo en la televisión estadounidense. Ella hizo su debut cinematográfico The Hot Chick en 2002, siguiendo con Undiscovered en 2005.

## Primeros años
Ashlee es hija de Joe Truett Simpson, su representante desde el comienzo. Desde muy pequeña comenzó a interesarse por la música y el baile, incluso se cuenta que cantaba junto a su hermana Jessica en reuniones familiares. A los 3 años Ashlee decidió inclinarse por el baile por lo que sus padres la inscribieron en una escuela de ballet clásico. Más tarde, a los once años de edad, ingresó a la Academia de Ballet Estadounidense (School of American Ballet), convirtiéndose en la más joven en ingresar en esa prestigiosa academia. Se dice que durante su estancia allí llegó a sufrir anorexia nerviosa durante seis meses, y llegó a parder hasta 31 kilos y medio. Años después se mudó junto a su familia a Los Ángeles con motivo de la creciente carrera de su hermana y fue allí donde decidió lanzarse al rubro actoral al aparecer en diversos anuncios publicitarios y famosas series como Malcom in the middle y 7th Heaven en la cual interpretó a Cecilia Smith. Su carrera musical comenzó al grabar el tema principal de la película Freaky Friday, titulado Just let me cry (Simplemente déjame llorar). Comenzó su vida artística participando en anuncios y con pequeños papeles en series de televisión, y dio su salto definitivo a través de un programa de telerrealidad propio emitido por la cadena MTV titulado The Ashlee Simpson Show, donde se la ve grabando su primer álbum Autobiography.

## Trayectoria musical

### 2004-2005: Lanzamiento de Autobiography
A mediados de 2004 lanzó su primer álbum, Autobiography. No pasó mucho tiempo hasta que se ubicó en el primer puesto del escalafón de la prestigiosa revista musical Billboard luego de vender cerca de 400.000 copias en la semana de su aparición, logrando mantener la primacía durante 3 semanas. En septiembre del mismo año logró el triple disco de platino por la RIAA tras vender 3 millones de copias sólo en los Estados Unidos
El primer sencillo de este disco fue "Pieces of Me", el cual llegó al quinto lugar en el Top 100 de dicha revista, además de recibir el
reconocimiento internacional en los charts de diferentes países. El segundo sencillo sería Shadow, cuya letra deja en claro su pasado a la sombra de su hermana, donde manifiesta haberse sentido diferenciada por el éxito de la creciente carrera de Jessica. El tercero iba a ser Autobiography, pero a última hora fue remplazado por "La La", con estilo más cercano al punk-rock y una atrevida letra dirigida a las mujeres adolescentes y sus relaciones con el sexo opuesto. El repentino éxito del álbum pudo tener mucho que ver con el lanzamiento de un reality show emitido por la cadena MTV llamado "The Ashlee Simpson Show", donde se la mostraba durante la realización del mismo, además de incluir presentaciones en programas de televisión, eventos deportivos, la creación y grabación de las pistas, y su relación familiar al mostrar el festejo de su vigésimo primer cumpleaños. La primera temporada del reality finalizó el 20 de marzo de 2005.

### 2005-2006: I Am Me y debut teatral
Su segundo disco I Am Me se lanzó en octubre en los Estados Unidos y nuevamente consiguió un éxito prematuro al vender 220.000 copias en la primera semana; el primer sencillo, "Boyfriend", un hit que no se diferenció mucho de su anterior trabajo y logró ubicarse entre las primeras posiciones del Billboard Hot 100.
En paralelo Simpson lanzó la segunda temporada de su reality show, esta vez apuntado a su vida personal aunque también con presentaciones del disco incluidas. El segundo sencillo "L.O.V.E.", ya más cercano al pop, también alcanzó los primeros lugares. El video de este tema fue un éxito reconocido en las principales cadenas y la acercó aún más al público joven.
Con este trabajo logró la nominación en dos categorías a los "MTV Australia Video Music Awards", evento del que fue animadora además de llevarse los galardones de Mejor artista femenina y Mejor video pop por Boyfriend.

### 2007-2008:Bittersweet WorldyMelrose Place

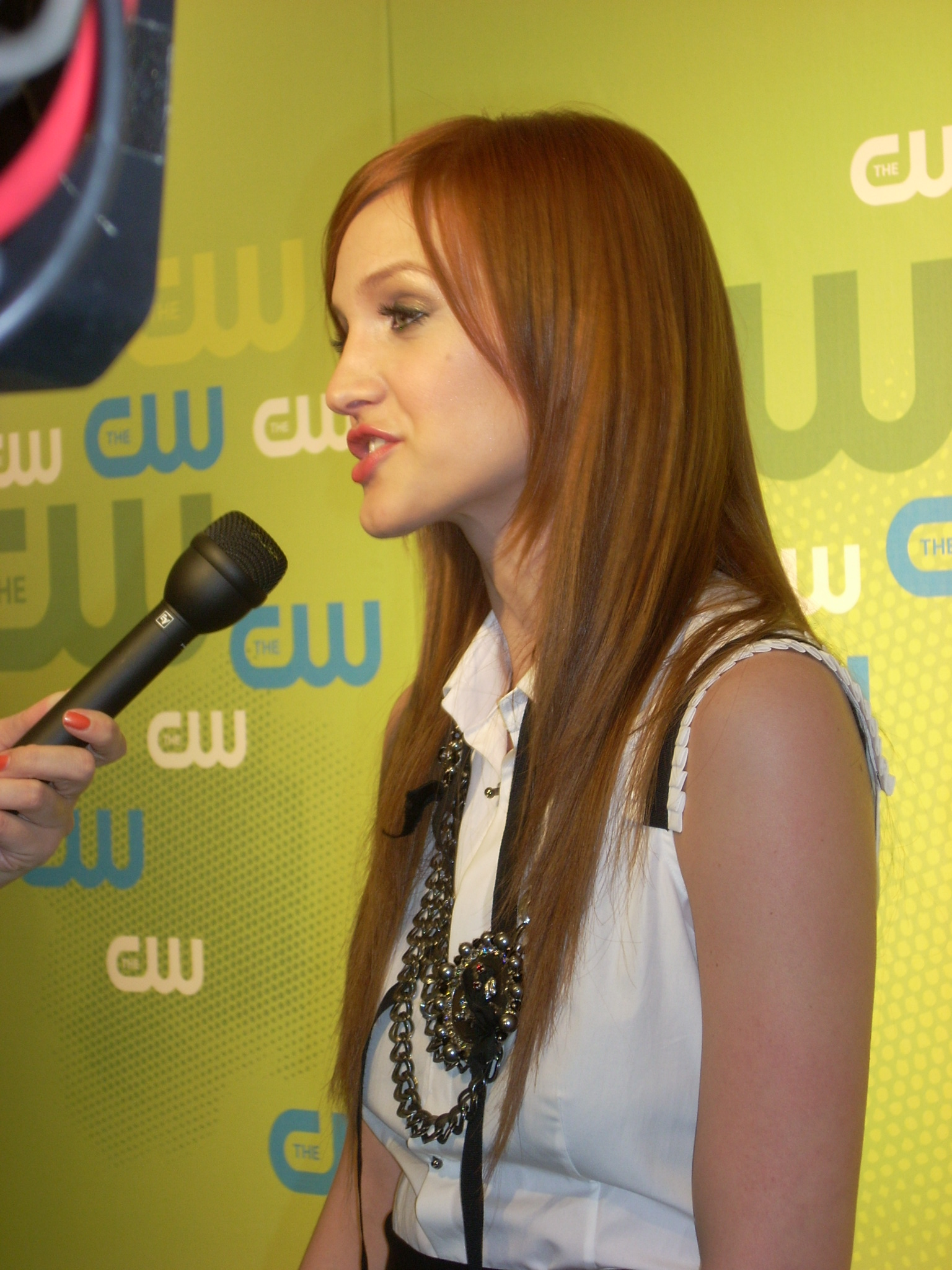
Ashlee Simpson en CW

En noviembre de 2006, Simpson dijo que iba a reunirse pronto con ejecutivos de la discográfica y comenzar a trabajar en su tercer álbum. Durante 2007, Simpson trabajó en el álbum, que finalmente le fue dado el título de Bittersweet World, con productores como Timbaland, Kenna y Chad Hugo. Simpson dijo que tendría más énfasis en los tiempos de las guitarras.
Ron Faird dijo en diciembre de 2006 que trabajar con Simpson en el siguiente álbum sería "muy difícil" por al escrutinio de la prensa y los "prejuicios", pero que Geffen trabajaría con ella para superar eso, "porque ella se merece ser escuchada y merece una oportunidad." En una entrevista en marzo de 2007 con EW.com sugirió que ella estaba trabajando con una variedad de músicos para su nuevo álbum.
En octubre, el lanzamiento del álbum fue retrasado al primer trimestre de 2008. El primer sencillo del álbum, la producción de Timbaland "Outta My Head (Ay Ya Ya)", fue lanzado como descarga digital en diciembre de 2007.
En una entrevista con Cosmogirl (la cual estuvo en la portada), Simpson dijo que había tenido una "visión fuerte" para su álbum y que se había cuestionado por "trabajar con nuevos sonidos y nuevas personas". Ashlee describió el resultado cómo "un álbum de fiesta divertido" con un lado "tonto y peculiar." En cuanto a sus planes de futuro, ella dijo que quería estar en pequeños papeles de películas y eventualmente en grandes papeles. También dijo que le gustaría hacer teatro de nuevo y que algún día esperaba tener una línea de ropa.
Simspon ha descrito el álbum por tener influencias de los 80 agregándole un estilo de pop/rock. Su segundo sencillo, "Little Miss Obsessive", fue lanzado en marzo de 2008.
Bittersweet World fue lanzado en Estados Unidos el 22 de abril de 2008. Comentarios del álbum se caracterizaron cómo mixtos.
Muchos fanes de Ashlee resultaron algo decepcionados por su disco, sin embargo el disco tuvo buenas críticas puesto que las letras eran buenas y era un gran disco. Además fue considerado el mejor álbum de Simpson hasta la fecha por los críticos musicales, pero este tardó demasiado en salir a la venta y la promoción fue muy poca. Debido al anuncio de su embarazo de Pete Wentz no pudo dar un gran tour como se esperaba. Ashlee Simpson anunció el 31 de diciembre del 2008 que por el momento su mayor prioridad es su bebé Bronx Mowgli Wentz nacido a finales de noviembre (2008), pero concluyó diciendo que espera regresar este año al estudio de grabación para seguir trabajando en un álbum.
Simspon comenzó a aparecer en comerciales para Zellers en Canadá para promover su ropa de línea, Request, en mitad de 2008.
Simpson-Wentz expresó que quería esperar hasta que su hijo fuera unos años mayor para regresar a la música, como también para hacer giras y el promocionar un nuevo álbum significaría alejarse de su hijo. Por el momento, quiere concentrarse en la actuación, que le permite pasar más tiempo con su familia.
El 18 de marzo de 2009, Simpson-Wentz apareció junto a su exmarido en la serie de crimen "CSI:NY". Protagonizó el papel de una traficante de drogas llamada Lila Wickfield en la temporada 5, en el episodio 18, "The Point of No Return". Esto marcó la primera actuación de Simpson-Wentz en la producción de Chicago.
Simpson regresó a la televisión en su papel de Violet Foster en Melrose Place. Simpson fue originalmente firmada para el show como miembro principal del reparto, pero los productores y ejecutivos de CW cambiaron su mente y Simpson fue despedida del show después de 13 episodios. Muchos rumores aparecieron sobre su partida repentina, incluyendo peleas con los miembros del reparto, la falta de capacidad de actuación y las cuestiones financieras. Simpson-Wentz dijo que ella sabía que su carácter misteriosamente había concluido. Su última aparición fue en marzo de 2010. Más tarde fue revelado que la partida de Simpson fue por la necesidad de mostrar "un lifting" a causa de la disminución de los índices de audiencia.
Se informó el 5 de noviembre de 2009, que Simpson- Wentz repetiría su papel en la producción musical de Broadway, Chicago. Más tarde fue confirmado el 16 de noviembre de 2009. Comenzó en Broadway el 30 de noviembre de 2009, y estuvo en Nueva York por seis semanas. Estuvo en 8 shows por semana desde el 7 de febrero de 2010.
Después de terminar en Chicago, Simpson-Wentz dijo en una entrevista que iba a tomarse un descanso y pasar más tiempo con su hijo. También dijo que está lista para grabar su cuarto disco, y ha estado escuchando a las bandas de su marido por inspiración. Dijo que seguirá actuando, pero desea tener papeles de comedia en un futuro. En una entrevista con un diario, Simpson declaró que su cuarto álbum tendría un "sentimiento popular". En el episodio del día 23 de junio de 2011 de 'On Air con Ryan Seacrest', Ryan Seacrest confirmó que Simpson había mantenido reuniones con los ejecutivos de discográficas con los cuales había trabajado anteriormente, junto con John Shanks para planear la dirección exacta de su próximo álbum.

### 2012-presente: Segundo matrimonio y nuevo reality show
En junio de 2012, se anunció que Simpson estaba filmando Pawn Shop Chronicles en Baton Rouge, Luisiana, un set de cine de comedia para el futuro lanzamiento en 2013. El 20 de julio de 2012, en una entrevista con Nylon, Ashlee habló de su nuevo álbum diciendo: "Estoy muy orgullosa de los sonidos y estoy muy emocionada porque es una iniciativa artística. El sonido es un poco sentimental y un poco de electrónica". Ella también dijo que algunas de las canciones fueron completadas.
Mediante su página web Ashlee hizo el anuncio de que su nuevo sencillo y vídeo serán lanzados el 21 de noviembre de 2012, además de un pequeño adelanto del vídeo. En julio de 2013, se informó de que Simpson había comenzado salir con el actor Evan Ross, hijo de la cantante Diana Ross. Simpson y Ross se comprometió en enero de 2014, y se casó el 30 de agosto de 2014, en la finca de Diana Ross en Connecticut. En diciembre de 2014, anunciaron que están esperando su primer hijo juntos. En julio de 2015, Simpson dio a luz a su segundo hijo, una hija llamada Jagger Swon.
La revista Us Weekly público en diciembre de 2016, que Simpson lanzaría música nueva en 2017. El 9 de septiembre de 2018, estaba programada para volver al mundo de los programas de realidad televisiva con Ashlee + Evan, en E!.

## Voz
Simpson cita su infancia como el momento en que comenzó a cantar, y admite que soñó con estar en Broadway sin esperar estar dentro de la industria de la música pop.
Simpson practica con un entrenador vocal, y estudia los álbumes de Etta James y Aretha Franklin por inspiración.
En una entrevista, Simpson señaló a Joan Jett, The Runaways, Madonna, Pat Benatar y Chrissie Hynde como influencias musicales.

## Vida personal

### Relaciones
La relación de Simpson con el actor Josh Henderson duró nueve meses y se demuestra que termina en el primer episodio de The Ashlee Simpson Show. Poco después, comenzó a salir con el músico Ryan Cabrera, cuya relación se documentó en el show y fue inspiración para Simpson en la canción "On the Way Down." Se reportó que los dos terminaron su relación en agosto de 2004 debido a sus horarios agitados, pero volvieron por un tiempo poco después, antes de terminar otra vez en 2005. Simpson dijo después que todavía eran amigos, aunque los rumores sugirieron que Simpson no le gustaba el hecho de que Ryan se había mudado con Lisa Origliasso de The Veronicas.
En 2005, circularon rumores de que Simpson estaba en una relación con Wilmer Valderrama, quién previamente había estado con Lindsay Lohan. El sencillo de Simpson "Boyfriend", aparentemente fue inspirado por la situación, aunque ella dijo que "la canción es sobre [cómo] cada chica a veces piensan que tú le robaste el novio. Es simplemente divertirme con eso." Valderrama señaló posteriormente en la radio de Howard Stern que él había tenido sexo con Simpson y que ella era fuerte en la cama, pero alegó que el incidente no estaba relacionado con la ruptura de Lohan. Más tarde ese año, surgieron rumores que Simpson estaba secretamente con otro Joe Simpson. Cerca de ese tiempo se reportó que Simpson fue captada con el artista pop punk Ian Erix y esos rumores se demoró en varias variaciones, pero parecen ser falsas puesto que Erix en 2009 lo negó en el blog de MySpace. En febrero de 2006, Ashlee dijo a la revista Seventeen que estaba saliendo con su compañero de banda Braxton Olita y que había ido a unas vacaciones de diez días con él a Hawái.
Simpson se casó con el bajista/letrista de Fall Out Boy, Pete Wentz, el 17 de mayo de 2008 en Encino, California en la residencia de los padres de Simpson, donde el padre de Ashlee ofició la ceremonia. Se cambió su nombre legal de Simpson a Wentz y pasó a ser conocida profesionalmente como Ashlee Simpson-Wentz. El 28 de mayo de 2008, Simpson y Pete Wentz anunciaron en la web oficial de Fall Out Boy que estaban esperando su primer hijo. "Mientras muchos han estado especulando sobre esto, queríamos esperar hasta que la prensa dejara de hablar sobre nuestro primer hijo. Este es el momento más feliz de nuestras vidas y estamos emocionados de compartir las noticias y comenzar nuestra familia." El 20 de noviembre de 2008, Simpson dio a luz a su hijo, Bronx Mowgli Wentz. El 9 de febrero de 2011 se hizo público que Ashlee había solicitado el divorcio a su esposo por "diferencias irreconciliables".
En enero de 2014, Ashlee Simpson anunció a través de cuenta de Twitter su compromiso con el actor Evan Ross. El 30 de agosto la pareja contrajo matrimonio en la casa de la actriz Diana Ross en Connecticut. En diciembre de 2014 se confirmó que Ashlee y Evan esperaban su primer hijo. El 30 de julio de 2015, Ashlee dio a luz a una niña llamada Jagger Snow. El 29 de octubre de 2020, Ashlee dio a luz al segundo hijo de la pareja y su tercer hijo en total, un niño llamado Ziggy Blu.

### Imagen
Cuando Simpson inició en la música en 2004, fue apartada de su hermana con un estilo musical diferente, diferentes opciones de moda, y una personalidad más asertiva. Las canciones de Simpson han sido caracterizadas por los elementos roqueros los cuales ausentan en la música de su hermana, y, particularmente durante el tiempo de su estrellado inicial, Simpson comenzaría a usar trajes destacando el estilo roquero o punk influenciado por su estilo. Sus uñas de las manos y uñas de los pies a menudo han sido vistas pintadas de negro. Con el tiempo, Simpson ha pasado por los estilos femeninos más típicos. En marzo de 2008, dijo, "Me gusta vestirme hasta ahora, y eso es algo en que no estaba tan interesada antes" y "Me gusta ser femenina y sexy." De acuerdo con Simpson, en su estilo tiende a "mezclar y combinar."
Previamente rubia cómo Jessica, se tiñó el pelo negro durante la grabación de su show después de haber terminado de filmar para 7th Heaven. En noviembre de 2004, debutó un corte de pelo con el mismo color oscuro. Siguiendo al final del tour Autobiography, a mediados de mayo de 2005 volvió con su pelo rubio; se quedó rubia hasta enero de 2008, cuando apareció con el pelo rojo.
En noviembre de 2009, Simpson se tiñó el pelo a negro de nuevo. Su exesposo Pete Wentz le contó a E! Online que era por su próximo papel.
Tiene siete tatuajes, incluyendo una estrella en una muñeca, dos cerezas en el tobillo, la palabra "love" en su otra muñeca, el número "3" agregado en una muñeca en 2007, y una flor de peonía grande en una muñeca hecha en marzo de 2008.
Simpson y su hermana estaban empatadas en la lista de Richard Blackwell como las peores vestidas de 2004. Blackwell bromeó diciendo, "desde horrible a llamativos a francamente frenética estas dos personas probaron que el mal gusto puede ser posiblemente genético."
Simpson fue catalogada cómo una de "Las Mujeres Más Sexys en Pop/R&B" por Blender en enero de 2007. Más tarde fue votada cómo el número 16 en la revista Maxim en 2007 en la lista de Hot 100. Simpson fue catalogada en Billboard Decade-End Chart en el número 145 de los Billboard 200 artistas, mientras que Autobiography fue catalogada en el número 145 en Billboard 200 Albums.

## Filmografía

### The Ashlee Simpson Show
A mediados de 2004 la prestigiosa cadena de televisión musical MTV lanzó un reality show con Ashlee como protagonista principal basado en sus inicios y la grabación final del álbum. El éxito de taquilla hizo eco en su carrera musical, pudiendo ser este programa el principal impulsor que la guio al camino de la fama, dejando atrás el mote de hermana de Jessica.
Las inevitables comparaciones con su hermana se acentuaron con este programa, puesto que Jessica tuvo el propio, Newlyweds (Recién casados), el cual la muestra en su vida matrimonial con Nick Lachey. La comparación se hizo muy notoria por las frecuentes apariciones de Ryan Cabrera, su novio por ese entonces. Ya intoduciéndose en su vida personal, en paralelo a su segundo álbum comenzó la segunda temporada. En esta ocasión se la pudo ver saliendo con amigas y en reuniones familiares, su relación con sus padres y su hermana, además de incluir presentaciones en vivo pertenecientes a la gira I am me.

### Películas
| Año  | Película      | Papel   | Notas          |
| ---- | ------------- | ------- | -------------- |
| 2002 | The Hot Chick | Monique | Aparición      |
| 2005 | Undiscovered  | Clea    | Rol Secundario |

### Televisión
| Año       | Título                  | Papel         | Notas        |
| --------- | ----------------------- | ------------- | ------------ |
| 2002—2004 | 7th Heaven              | Cecilia Smith |              |
| 2004—2005 | The Ashlee Simpson Show | Ella misma    | Reality show |
| 2009—2010 | Melrose Place           | Violet Foster |              |

### Apariciones de Invitada
| Año  | Título                   | Papel                  | Notas                                           |
| ---- | ------------------------ | ---------------------- | ----------------------------------------------- |
| 2001 | Malcolm in the Middle    | Chica de la Secundaria | "Reese Cooks" (episodio 18, temporada 2)        |
| 2009 | CSI: NY                  | Lila Wickfield         | "Point of No Return" (episodio 18, temporada 5) |
| 2011 | America's Next Top Model | Ashlee Simpson         | (episodio 2, temporada 17)                      |

## Teatro
| Año  | Título  | Papel      | Notas        |
| ---- | ------- | ---------- | ------------ |
| 2006 | Chicago | Roxie Hart | London Stage |
| 2009 | Chicago | Roxie Hart | Broadway     |

## Controversias
- En octubre de 2004 un incidente marcaría su carrera: una gruesa equivocación dejó al descubierto un playback en su presentación en el programa Saturday Night Live de la NBC, mientras interpretaba el hit Pieces of me de su primer álbum. El cantar en vivo es la particularidad más característica de este programa, lo que provocó el estallido de sus fanes quienes la despidieron con un estruendoso abucheo. Días después algunos alegaron un inesperado problema de garganta que le impidió utilizar su voz, aunque otros afirman que se debió a un fallo informático con el ordenador que debía pasar la pista en segundo plano mientras Ashlee ponía su voz. Este incidente le valió durísimas críticas de la prensa y la obligación de esforzarse el doble para desempañar su imagen en el siguiente álbum. Debido a esta situación estuvo meses sin aparecer o hacer alguna presentación y detuvo totalmente la promoción de su álbum.[47]

- En enero de 2006, Ashlee tuvo que cancelar una presentación en Japón por un colapso sufrido mientras interpretaba "Boyfriend". Simpson se retiró rápidamente del escenario ante la confundida mirada de los integrantes de su grupo. Minutos más tarde ella misma volvió al escenario para pedir disculpas a sus fans por cancelar el show, e inmediatamente fue trasladada a un hospital.[48]

## Crítica
Jenny Eliscu, de la revista Rolling Stone criticó a Simpson como una artista "manufacturada" con un poco talento como cantante. Los críticos de Simpson citan incidentes cómo el episodio de Saturday Night Live y el show de Orange Bowl cómo evidencia de sus afirmaciones.
A mitad de 2006, Simpson dio una entrevista a la revista Marie Claire, en la cual se decía que "tenía una vista retorcida de Hollywood de la belleza femenina" y fue fotografiada pintando un mural en favor de las mujeres con un grupo de niñas desfavorecidas de Los Ángeles. En el momento la revista salió en venta, Simpson ya se había hecho su operación de nariz, y algunos lectores de Marie Claire se quejaron sobre ser hipócrita. La revista recibió más de 1000 cartas furiosas y el nuevo editor de la revista amplió la sección de cartas del problema en septiembre de la revista para dar a los lectores una oportunidad de ventilar sus frustraciones.

## Discografía
A continuación se especifican los datos correspondientes al lanzamiento de ambos discos en Estados Unidos (US), Reino Unido (UK), Canadá (CAN), Australia (AUS) y Nueva Zelanda (NZ). Nota: el número pequeño entre paréntesis indica el número de semanas que permaneció en la posición número uno.

### Álbumes
| Año  | Álbum               | Posiciones en las Listas | Posiciones en las Listas | Posiciones en las Listas | Posiciones en las Listas                                  | Comentarios                                                             |
| Año  | Álbum               | US                       | UK                       | CAN                      | AUS Archivado el 13 de agosto de 2015 en Wayback Machine. | Comentarios                                                             |
| ---- | ------------------- | ------------------------ | ------------------------ | ------------------------ | --------------------------------------------------------- | ----------------------------------------------------------------------- |
| 2004 | "Autobiography"     | 1 (3)                    | 31                       | 8                        | 41                                                        | Fecha de lanzamiento: 20 de julio de 2004 Ventas mundiales: 4.000.000   |
| 2005 | "I Am Me"           | 1 (1)                    | 50                       | 4                        | 35                                                        | Fecha de lanzamiento: 18 de octubre de 2005 Ventas mundiales: 1.400.000 |
| 2008 | "Bittersweet World" | 4                        | 57                       | 8                        | 41                                                        | Fecha de lanzamiento:22 de abril de 2008 Ventas mundiales: 200.000      |

### Sencillos
| Año  | Sencillo                   | Posiciones en las Listas | Posiciones en las Listas | Posiciones en las Listas | Posiciones en las Listas                                  | Posiciones en las Listas                                     | Álbum              |
| Año  | Sencillo                   | US                       | UK                       | CAN                      | AUS Archivado el 13 de agosto de 2015 en Wayback Machine. | NZ Archivado el 30 de septiembre de 2007 en Wayback Machine. | Álbum              |
| ---- | -------------------------- | ------------------------ | ------------------------ | ------------------------ | --------------------------------------------------------- | ------------------------------------------------------------ | ------------------ |
| 2004 | "Pieces of Me"             | 5                        | 4                        | -                        | 7                                                         | 32                                                           | Autobiography      |
| 2004 | "Shadow"                   | 57                       | -                        | 44                       | 31                                                        | -                                                            | Autobiography      |
| 2005 | "La La"                    | 86                       | 11                       | -                        | 10                                                        | 11                                                           | Autobiography      |
| 2005 | "Boyfriend"                | 19                       | 12                       | 99                       | 6                                                         | 22                                                           | I Am Me            |
| 2005 | "L.O.V.E."                 | 22                       | -                        | -                        | 5                                                         | 12                                                           | I Am Me            |
| 2006 | "Invisible"                | 21                       | -                        | -                        | -                                                         | -                                                            | I Am Me            |
| 2007 | "Outta My Head (Ay Ya Ya)" | 120                      | 24                       | 56                       | 16                                                        | 31                                                           | Bittersweet World  |
| 2008 | "Little Miss Obsessive"    | 96                       | -                        | 72                       | 41                                                        | -                                                            | Bittersweet World  |
| 2012 | "Bat For A Heart"          | -                        | -                        | -                        | -                                                         | -                                                            | -                  |
| 2018 | "I Do"                     | -                        | -                        | -                        | -                                                         | -                                                            | Ashlee + Evan (EP) |

## Giras
- 2005: Autobiography Tour
- 2005: I Am Me Tour
- 2006: L.O.V.E. Tour
- 2008: Outta My Head Club Tour

## Premios ganados
| Año  | Organización                     | Premio                                              |
| ---- | -------------------------------- | --------------------------------------------------- |
| 2004 | Teen Choice Awards               | Cara Fresca Canción del Verano: "Pieces of Me"      |
| 2004 | Billboard Awards                 | Mejor Nueva Artista Femenina del Año                |
| 2005 | MTV Asia Video Music Awards      | Artista Revelación Internacional                    |
| 2005 | RIAJ Gold Disc Award             | Artista Nueva                                       |
| 2006 | TRL Awards                       | Artista Bounce-Back                                 |
| 2006 | MTV Australia Video Music Awards | Mejor Artista Femenina Mejor Vídeo Pop: "Boyfriend" |